# Bien (religion)
Pour les articles homonymes, voir Bien.
Le Bien, au sens religieux, s'oppose au Mal. Le Bien représente l'ensemble des aspirations positives essentielles de l'humain, que ces dernières concernent son accomplissement vital ou ses aspirations spirituelles. Dans la plupart des théologies, Dieu est le symbole du bien et la source de tout ce qui est favorable à l'accomplissement des hommes.